# OGLE-TR-211b
OGLE-TR-211bは、りゅうこつ座の方角にある、親星の全面を通過する惑星である。半径は木星の136%、質量は木星の103%であり、膨張したホットジュピターであると考えられている。ペガスス座51番星bがペガスス座51番星の周囲を公転するのと同じ距離を、3.7日間かけて公転している。